# Wassili Sergejewitsch Kulkow
Wassili Sergejewitsch Kulkow (russisch: Васи́лий Серге́евич Кулько́в; * 11. Juni 1966 in Moskau; † 10. Oktober 2020) war ein sowjetischer bzw. russischer Fußballspieler und späterer -trainer.

## Sportliche Laufbahn

### Vereinskarriere
Im überregionalen Fußball der früheren Sowjetunion spielte Kulkow Mitte der 1980er-Jahre im Männerbereich zuerst beim drittklassigen Team von Dynamo Kaschira. Über die ebenfalls in der 3. Leistungsstufe vertretene Elf von Krasnaja Presnja Moskau gelang ihm Anfang 1988 der Sprung in die 2. UdSSR-Liga, in der der gebürtige Moskauer für Spartak Ordschonikidse auflief.
Der Abwehrspieler, der 1989 bereits in seinem ersten Jahr bei Spartak Moskau UdSSR-Meister wurde, spielte abseits seiner sowjetischen beziehungsweise russischen Heimat in Portugal und England. In dem südeuropäischen Land stand er sowohl bei Benfica Lissabon als auch beim FC Porto unter Vertrag. Mit beiden Vereinen gewann er die portugiesische Meisterschaft. Sein dritter Verein in der Primeira Liga wurde zur Jahrhundertwende der FC Alverca. Im Mutterland des Fußballs war Kulkow in der 1. Jahreshälfte 1996 in sechs Partien beim englischen Zweitligisten FC Millwall eingesetzt worden.
Neben der zweimaligen Rückkehr nach Moskau zu Spartak spielte der Internationale in der höchsten russischen Spielklasse auch für Zenit St. Petersburg und Krylja Sowetow Samara. Seine Karriere ließ Kulkow 2001 beim örtlichen Fußballklub in Schatura ausklingen.

### Auswahleinsätze
Seine 42 A-Länderspiele verteilen sich auf die drei Auswahlmannschaften der UdSSR (20), der GUS (1) und Russlands (21). Sein Debüt feierte er im Dress der Sbornaja am 26. April 1989 in Kiew gegen die DDR. In dem WM-Qualifikationsspiel für das Turnier in Italien siegten die Gastgeber mit 3:0.

## Weiterer Werdegang
Nach seiner Spielerlaufbahn war er auf einigen Stationen des Trainers Anatoli Byschowez dessen Assistent. Im Oktober 2020 verstarb Kulkow im Alter von 54 Jahren.